# Mount Whaleback Mine
Die Mount Whaleback Mine (deutsch: Walrückenberg-Mine) ist ein Eisenerz-Bergwerk in der Pilbara-Region von Western Australia, 6 Kilometer westlich von Newman.

## Eigentümer
Hauptanteilseigner der Bergwerksgesellschaft mit 85 % ist die BHP Billiton, die weitere sieben Bergwerke in der Pilbara-Region betreibt. BHP Billiton betreibt auch zwei Verschiffungsanlagen für Eisenerz am Port Hedland, Nelson Point und auf Finucane Island und über 1.000 Kilometer Eisenbahnlinien zum Erztransport.
BHP Billiton ist der zweitgrößte Eisenerz-Bergwerksbetreiber in der Pilbara, nach Rio Tinto, während Fortescue Metals Group den dritten Platz belegt. 2010 beschäftigte BHP 8.000 Personen in der Eisenerzproduktion der Region.

## Geschichte
Die Eisenerz-Lagerstätte am Mount Whaleback wurde 1957 von Stan Hilditch entdeckt, allerdings erst 1960 publiziert, als die australische Regierung das 1938 verhängte Embargo aufhob. Die erste Eisenerz-Mine, die den Betrieb aufnahm, war die Goldsworthy Mine im Jahr 1965. Das produzierte Eisenerz wurde mit der Goldsworthy Railway zu den Hafenanlagen auf Finucane Island transportiert und auf Schiffe verladen. Am 1. Juni 1966 verließ die erste Schiffsladung mit australischem Eisenerz an Bord der Harvey S. Mudd diesen Hafen.
BHPs Aktivitäten in Newman gehen auf das Jahr 1968 zurück als die Mount Whaleback Mine ihren Abbau aufnahm. Diese Mine ist der größte offene Tagebau der Welt, in dem Eisenerz abgebaut wird. Entwickelt wurde dieses Verfahren von der US-Firma Bechtel Pacific. Der Bergbau ist 1,5 Kilometer breit und mehr als fünf Kilometer lang mit einer Abbautiefe von 500 Metern. In der Nähe der Mine wurden die neue Stadt Newman gebaut und 426 Kilometer Eisenbahnschienen verlegt, die das Eisenbahnunternehmen Mount Newman Railway betreibt. Der erste beladene Zug verließ am 1. Januar 1969 Newman und das erste mit Eisenerz aus diesem Bergwerk beladene Schiff war die Osumi Maru, die am 1. April 1969 ablegte. Newman blieb bis 1981 eine "geschlossene" Stadt der Bergbaugesellschaft, seither steht sie unter der Verwaltung des East Pilbara Shire.

## Bergwerksbetrieb
Erz aus der Mine wird mit der Eisenbahn von zwei privaten Unternehmen nach Port Hedland transportiert. Die Mount Newman Railway transportiert Eisenerz vom Mount Whaleback und den Eisenerz-Körpern der Orebodies 18, 23 und 25 Mine, Jimblebar Mine, Yandi mine and Area C Mine. Die Yarrie Mine wird von der separaten, kürzeren Goldsworthy Railway bedient.
Erz vom Mount Whaleback und anderen Minen bei Newman wie auch von der Yandi Mine wird zum Nelson Point transportiert und Erz der Area C Mine und Yarrie Mine nach Finucane Island. Dabei fahren die Züge durch einen 1,16 Kilometer langen Tunnel zum Hafen auf Finucane Island. Eine Schiffsbeladung erfordert eine durchschnittliche Dauer von 30 Stunden und 800 Schiffe können jährlich beladen werden.
Das Bergwerk kann in einer 1,5 Stunden dauernden geführten Besichtigung begangen werden.